# Lüe
Lüe (gaskonsko Lua) je naselje in občina v francoskem departmaju Landes regije Akvitanije. Naselje je leta 2009 imelo 502 prebivalca.

## Geografija
Kraj leži v pokrajini Gaskonji 60 km severozahodno od Mont-de-Marsana.

## Uprava
Občina Lüe skupaj s sosednjimi občinami Commensacq, Escource, Labouheyre, Luglon, Sabres, Solférino in Trensacq sestavlja kanton Sabres s sedežem v Sabresu. Kanton je sestavni del okrožja Mont-de-Marsan.

## Zanimivosti
- cerkev sv. Petra in Mihaela;

## Promet
Lüe se nahaja ob državni cesti (Route nationale) 626, med Mimizanom in Sabresom.